# (10989) Долий
(10989) Долий (лат. Dolios) — типичный троянский астероид Юпитера, движущийся в точке Лагранжа L4, в 60° впереди планеты. Астероид был открыт 19 сентября 1973 года голландскими астрономами К. Й. ван Хаутеном, И. ван Хаутен-Груневельд и Томом Герельсом в Паломарской обсерватории и назван в честь одного из героев древнегреческой мифологии.

Орбита астероида Долий и его положение в Солнечной системе